# Par do Reino

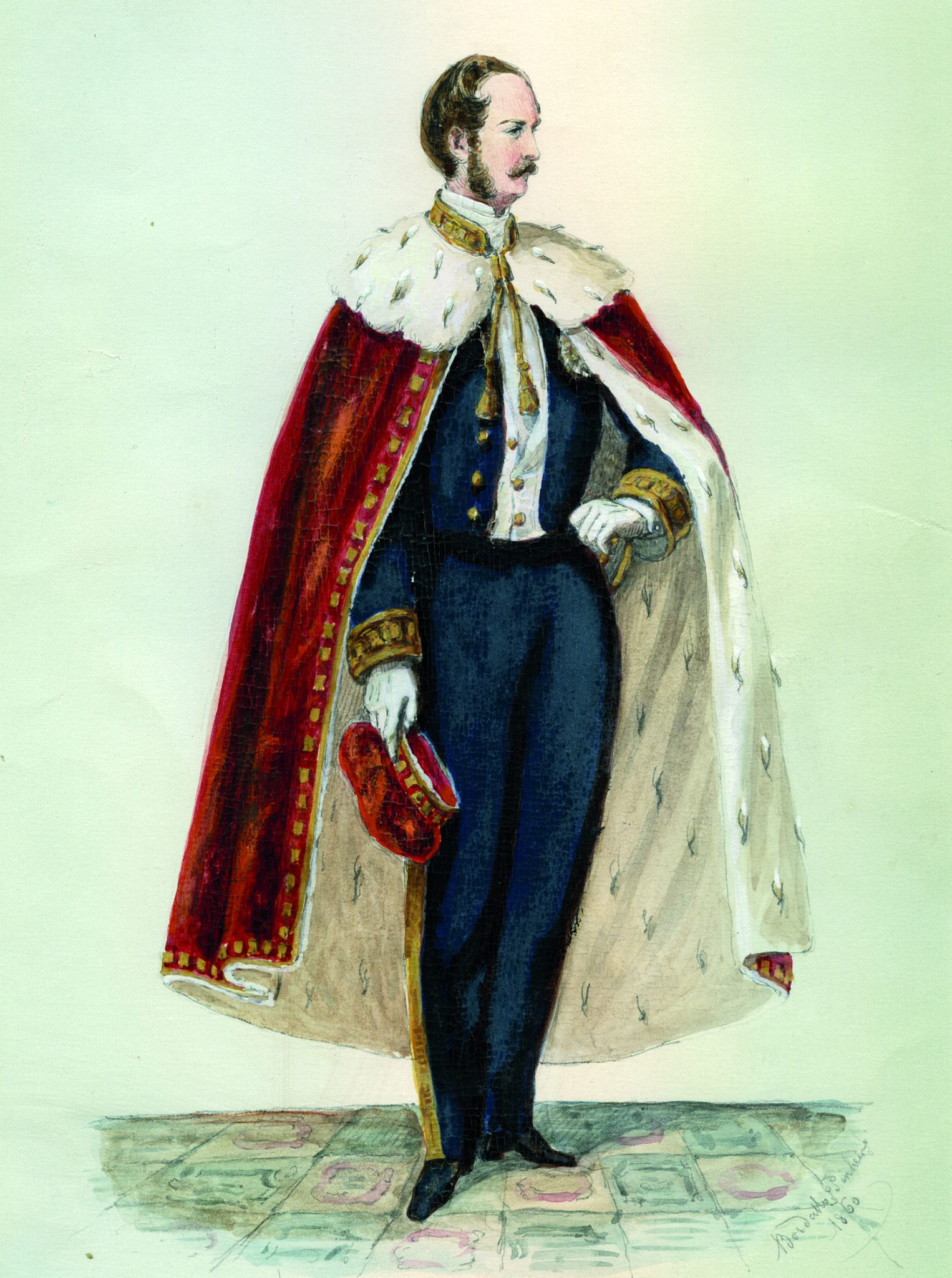
Uniforme dos Pares do Reino. Aguarela de Manuel Maria Bordalo Pinheiro, datada de 1860

Um Par do Reino é um membro do Pariato, um sistema de honras ou de nobreza em vários países.
Em Portugal, embora tenham existido pares do reino desde o século XVII e a regular prática das Cortes onde era dada voz aos respectivos deputados nobres da nação, foi a designação dada aos membros da "Câmara dos Digníssimos Pares do Reino" (ou simplesmente "Câmara dos Pares do Reino"), o segundo braço do poder legislativo do Estado ou câmara alta do parlamento, desde a Constituição portuguesa de 1822 até à revolução republicana de 5 de Outubro de 1910. Isso exceptuando-se o período de vigência da Constituição portuguesa de 1838, durante o qual houve em seu lugar os chamados Senadores do Reino por constituir um senado, a chamada Câmara dos Senadores.